# 庾域
庾域（ゆ いき、生年不詳 - 507年）は、南朝斉から梁にかけての軍人。字は司大。本貫は新野郡。

## 経歴
蕭順之が郢州にいたとき、主簿として召された。蕭懿が梁州に出向すると、その下で録事参軍となり、華陽郡太守を兼ねた。北魏軍に南鄭が包囲されると、州城には空倉が数十カ所あったので、庾域はそこが空であることを隠して、「この中は粟でみな満ちており、2年を支えるに充分である。努力して堅守せよ」と将士に指示したため、士気を保つことができた。北魏軍が撤退すると、庾域は功績により羽林監に任じられ、南中郎記室参軍に転じた。蕭懿が益州に転出すると、庾域はその下で懐寧郡太守となった。
永元末年、蕭衍が起兵すると、信書を出して庾域を招いた。和帝が即位すると、庾域は寧朔将軍となり、行選を領して、蕭衍の東下に従った。軍が楊口に到着すると、和帝は御史中丞の宗夬を派遣して軍をねぎらわせた。庾域は「黄鉞がまだ加えられないので、諸侯を統率することができない」と言って宗夬を批判した。宗夬が和帝のもとに戻ると、和帝は蕭衍に黄鉞の位を加えた。蕭穎冑が都督中外諸軍事となると、蕭衍の部下たちは蕭衍に信書を出すよう勧めたが、庾域が反対したため、取りやめられた。郢城が平定されると、庾域と張弘策は蕭衍と合議して、軍を東下させた。庾域はたびたび策略を蕭衍に提案して、多くは採用された。霸府が開かれると、諮議参軍となった。
天監元年（502年）、広牧県子に封じられ、後軍司馬に任じられた。寧朔将軍・巴西梓潼二郡太守として出向した。梁州長史の夏侯道遷が北魏に降伏すると、北魏軍が巴西郡を襲撃してきたため、庾域は100日あまりにわたって固守した。城中の食糧は尽き、将士はみな草を噛み土を食んで、死者は半ばにおよんだが、離反者を出さなかった。北魏軍が撤退すると、爵位は伯に進んだ。西中郎司馬・輔国将軍・寧蜀郡太守に転じた。天監6年（507年）、在任中に死去した。
子に庾子輿があった。

## 伝記資料
- 『梁書』巻11 列伝第5
- 『南史』巻56 列伝第46